# Митрофанов, Алексей Григорьевич
Алексе́й Григо́рьевич Митрофа́нов (бел. Аляксе́й Рыго́равіч Мітрафа́наў; 18 октября 1912, д. Осташково Тверской губернии — 18 апреля 1988) — белорусский и российский советский археолог. Кандидат исторических наук (1956). Участник Великой Отечественной войны.

## Биография
Родился 18 октября 1912 года в деревне Осташково Тверской губернии (ныне Тверская область).
В 1936 году окончил Ленинградский институт истории, философии, литературы и лингвистики. Ученик М. И. Артамонова. Работал на кафедре археологии исторического факультета Ленинградского университета, в 1950-1982 годах — в Институте истории АН БССР, преподавал в Белорусском государственном университете.

## Научные взгляды и интересы
Изучал железный век на территории центральной Белоруссии, древности банцеровской культуры, исследовал городища на Минщине. Пришёл к выводу, что территория средней и северной Белоруссии вместе со Смоленщиной составляет единый культурно-археологический массив (банцеровско-тушемлинская культура), который относится к восточнобалтской общности. Алексей Митрофанов провёл раскопки на ряде ключевых памятников этого периода на территории центральной и северной Белоруссии создав современную источниковую археологическую базу.